# Stavne, Velîkîi Bereznîi
Stavne (în ucraineană Ставне) este o comună în raionul Velîkîi Bereznîi, regiunea Transcarpatia, Ucraina, formată numai din satul de reședință.

## Demografie
Componența lingvistică a comunei Stavne
     Ucraineană (99,01%)
     Alte limbi (0,8%)
Conform recensământului din 2001, majoritatea populației comunei Stavne era vorbitoare de ucraineană (99,01%), existând în minoritate și vorbitori de alte limbi.